# Tauriac-de-Camarès
 Tauriac-de-Camarès  là một xã ở tỉnh Aveyron, thuộc vùng Occitanie ở miền nam nước Pháp.